# Remo nos Jogos Pan-Americanos de 2023 - Skiff quádruplo feminino
A competição do skiff quádruplo feminino do remo nos Jogos Pan-Americanos de 2023 foi disputada em 23 de outubro de 2023 na Lagoa Grande, em San Pedro de la Paz. Um total de 24 remadoras de 6 Comitês Olímpicos Nacionais (CON) participaram do evento.

## Calendário
Horário local (UTC−3).
| Data          | Hora | Fase  |
| ------------- | ---- | ----- |
| 23 de outubro | 9:10 | Final |

## Medalhistas
|  | USA Estados Unidos                                            |  | CHI Chile                                                             |  | CAN Canadá                                                    |
|  | Grace Joyce Veronica Nicacio Madeleine Focht Katherine Horvat |  | Christina Hostetter Victoria Hostetter Melita Abraham Antonia Abraham |  | Kendra Hartley Parker Illingworth Alizée Brien Shaye de Paiva |

## Resultados

### Final
Uma única regata definiu as posições de todos as remadoras.
| Pos.              | Remadoras                                                             | CON                | Tempo   | Notas |
| ----------------- | --------------------------------------------------------------------- | ------------------ | ------- | ----- |
| Medalha de ouro   | Grace Joyce Veronica Nicacio Madeleine Focht Katherine Horvat         | USA Estados Unidos | 6:26.04 |       |
| Medalha de prata  | Christina Hostetter Victoria Hostetter Melita Abraham Antonia Abraham | CHI Chile          | 6:26.81 |       |
| Medalha de bronze | Kendra Hartley Parker Illingworth Alizée Brien Shaye de Paiva         | CAN Canadá         | 6:35.62 |       |
| 4                 | Thalita Soares Nathalia Barbosa Chloé Delazeri Beatriz Cardoso        | BRA Brasil         | 6:41.18 |       |
| 5                 | Ana Jiménez Milena Venega Natalie Morales Yariulvis Cobas             | CUB Cuba           | 6:47.72 |       |
| 6                 | Oriana Ruiz Flavia Chanampa Catalina Deandrea Clara Galfre            | ARG Argentina      | 7:56.92 |       |